# Oliver Auspitz
Oliver Auspitz (* 17. November 1975 in Wien) ist ein österreichischer Filmproduzent und Unternehmer.

## Leben
Nach Abschluss der Matura begann Oliver Auspitz 1994 mit dem Studium der Rechtswissenschaften.
Gleichzeitig arbeitete er als Marketing-Manager einer Konzertmanagementfirma. 1995 erfolgte sein Einstieg in die Medienlandschaft als Reporter, Redakteur und Moderator bei Ö3 und ORF.
Bis zu seinem Wiedereinstieg beim ORF arbeitete Oliver Auspitz ab Ende 1997 für das Wochenmagazin News und danach am Privatradio-Start des Radiosender Antenne Wien als Moderator und Programmverantwortlicher.
Seit 1999 arbeitet er für die MR Film. Zuerst war er dort als Producer und stv.Chefredakteur der Barbara Karlich Show tätig, welche er mitentwickelt hat. Er moderierte außerdem für den ORF die Reality Soap Taxi Orange, sowie andere Shows wie Domino Day, „Streetlive“, „Vizit“ oder „song.null.vier.“
Seit 2004 ist er ausschließlich geschäftsführender Gesellschafter und Produzent der MR Film Gruppe. Ende 2017 verkaufte er Anteile der MR Film Gruppe an BETA Film in Deutschland, blieb aber selbst als Gesellschafter und Produzent der Firma erhalten. Seit 2021 ist Oliver Auspitz außerdem Geschäftsführer der Gamma Film, einer Tochterfirma der Beta Film, welche für Zentral- und Osteuropa verantwortlich ist im Konzern.
Zusätzlich ist Auspitz mit seiner Auspitz Trading GmbH im Unternehmensbeteiligungsmanagement, im Immobilieninvestmentbereich und als Start-Up Investor tätig.

## Filmografie (Auswahl)

### Produzent
- seit 2000: Die Barbara Karlich Show (TV-Talk-Show)
- 2005: Kornkraftwerk (Fernsehdokumentation)
- 2005: Ziegel (Fernsehdokumentation)
- seit 2005: Natur im Garten (TV Magazin)
- 2006: Kronprinz Rudolf (Fernsehfilm)
- 2006: Sound of Humanity (Fernsehdokumentation)
- 2007: Zodiak – Der Horoskop-Mörder (Fernsehfilm)
- 2007: Falco – Verdammt, wir leben noch! (Kino)
- 2007: Karajan – Die Schönheit wie ich sie sehe (Fernsehdokumentation)
- seit 2007: Schnell Ermittelt (Fernsehserie)
- 2008: Und ewig schweigen die Männer (Fernsehfilm)
- 2008: La Boheme (Kino)
- 2008: Der erste Tag (Fernsehfilm)
- 2008: Entscheidung in den Wolken (Fernsehfilm)
- 2009: Seine Mutter und ich (Fernsehfilm)
- 2009: Schatten der Erinnerung (Fernsehfilm)
- 2009 – 2010: Helden Kult und Küche (Doku-Reihe)
- 2010: Gipfelzipfler (Fernsehserie)
- 2010: Mutter Teresa (Fernsehdokumentation)
- 2010: 3faltig (Kino)
- 2010: Nur der Berg kennt die Wahrheit (Fernsehfilm)
- 2010: Vermisst – Alexandra Walch, 17 (Fernsehfilm)
- 2011: Die Abstauber (Fernsehfilm)
- 2012: Nicht ohne meinen Enkel (Fernsehfilm)
- 2012: Meine Tochter, ihr Freund und ich (Fernsehfilm)
- 2012: Janus (Fernsehserie)
- 2013: Alles Schwindel (Fernsehfilm)
- 2013: Bad Fucking (Kino)
- 2013: Lost and Found (Fernsehfilm)
- 2013: Die Kraft, die du mir gibst (Fernsehfilm)
- 2013: Die Detektive (Fernsehserie)
- 2013: Clara Immerwahr (Fernsehfilm)
- 2014: Universum – Triumph der Tomate (Fernsehdokumentation)
- 2014: Oh du mein Österreich (Fernsehdokumentation)
- 2015–2022: Vorstadtweiber (Fernsehserie)
- 2015: Am Ende des Sommers (Fernsehfilm)
- 2016: Pokerface – Oma zockt sie alle ab
- 2016: Das Sacher (Fernsehfilm)
- 2017: Maximilian – Das Spiel von Macht und Liebe (Fernsehfilm)
- 2017: Maximilian – Der Brautzug zur Macht (Fernsehdokumentation)
- 2017: Anna Fucking Molnar (Kino)
- 2017–2022: Maria Theresia (Fernsehserie)
- 2019–2025: Vienna Blood (Fernsehreihe)
- 2019: Kaviar (Kino)
- seit 2019: Gute Nacht Österreich (TV-Satire-Show)
- seit 2020: Liebesg’schichten und Heiratssachen (TV-Show)
- 2020: Letzter Wille (Fernsehserie)
- seit 2022: Tage, die es nicht gab (Fernsehserie)
- 2022: Das Netz – Prometheus (Fernsehserie)
- seit 2022: Weber und Breitfuß (Fernsehreihe)
- 2023: HADES – Eine (fast) wahre Geschichte aus der Unterwelt (Kino)
- seit 2024: Biester (Fernsehserie)
- 2024: Hunyadi – Aufstieg zur Macht (Rise of the Raven, Fernsehserie)
- 2024: Die Liesl von der Post – Jugendsünden (Fernsehreihe)
- 2024: Die Liesl von der Post – Klapperstorch (Fernsehreihe)
- 2025: Kommissar Rex (Fernsehserie)

## Auszeichnungen und Ehrungen
- 2011: Romy für „Bester Produzent TV“ für Schnell ermittelt
- 2015: Romy für „Bester Produzent TV“ für Vorstadtweiber
- 2017: Romy Nominierung für „Bester Produzent TV“ für Das Sacher. In bester Gesellschaft
- 2018: Romy für „Bester Film TV“ für Maximilian – Das Spiel von Macht und Liebe
- 2018: Rose D´Or Light Entertainment Festival Nominierung für Maria Theresia
- 2018: Romy Nominierung für „Bester Produzent TV“ für Maria Theresia
- 2020: Romy „International“ für Vienna Blood
- 2023: Romy Nominierung für „Bester Produzent“ für Das Netz – Prometheus